# Hans-Rost-Preis
Der Hans-Rost-Preis wird für wissenschaftliche Leistungen im Bereich der Suizidologie oder für praktische Leistungen für die Suizidprävention von der Deutschen Gesellschaft für Suizidprävention in unregelmäßigen Abständen an Einzelpersonen oder Organisationen vergeben. Er ist benannt nach Hans Rost.

## Preisträger
- 1988 Armin Schmidtke, Psychologe und Verhaltenstherapeut
- 1989 DIE ARCHE, München
- 1991 Manfred Wolfersdorf, Weißenau/Ravensburg, Arzt für Psychiatrie und Psychotherapeut
- 1993 Michel Heinrich, Stuttgart, Arzt für Psychiatrie und Psychotherapie
- 1995 Jürgen Kind, Göttingen, Arzt für Psychiatrie, Psychoanalytiker
- 1996 Telefonseelsorge Berlin e.V.
- 1997 Werner Felber, Dresden
- 1998 Michael Witte, Berlin
- 1999 Hans Wedler, Stuttgart, Internist und Psychotherapeut
- 2000 Paul Götze, Hamburg, Psychiater und Psychoanalytiker, Hamburg
- 2001 Asmus Finzen, Psychiater, Basel
- 2002 AGUS e.V. – Angehörige um Suizid, Bayreuth
- 2003 Sylvia Schaller, Mannheim
- 2004 Nationales Suizid-Präventionsprogramm (NaSPro)
- 2005 Danuta Wassermann, Stockholm
- 2006 JugendTelefon Jugendliche für Jugendliche, Krefeld
- 2007 Gernot Sonneck, Wien
- 2010 Martin Teising, Frankfurt/Bad Hersfeld
- 2012 Wiener Werkstätte für Suizidforschung
- 2018 Georg Fiedler, Therapie-Zentrum für Suizidgefährdete (TZS) am Universitätsklinikum Hamburg-Eppendorf
- 2019 Thomas Bronisch, Max-Planck-Institut für Psychiatrie, München
- 2022
  - Kategorie Präventive Medienarbeit:
 Martina Keller, Journalistin
  - Kategorie Praktiker der Suizidprävention:
 Jörg Schmidt, Geschäftsführer AGUS e.V., Bayreuth
  - Kategorie Forschung als Lebenswerk:
 Bruno Müller-Oerlinghausen, Berlin, für seine Arbeiten zum suizidpräventiven Effekt von Lithium
  - Kategorie Forschung in der Frühkarriere:
 Luna Grosselli, Werner-Felber-Institut e.V. Dresden, Laura Hofmann, Medical School Berlin und Lena Spangenberg, Universitätsklinikum Leipzig
- 2023
  - Kategorie Forschung als Lebenswerk:
Barbara Schneider, in Anerkennung ihrer wertvollen wissenschaftlichen und praktischen Arbeit als Leitung des Nationalen Suizidpräventionsprogramms Deutschland, ehemaliger Vorstand der DGS (2014–2018) und stellvertretende Sprecherin des Referats Suizidologie der DGGPN, sowie ihre Tätigkeit als Fachärztin für Psychiatrie, u. a. als Chefärztin der Abteilung Abhängigkeitserkrankungen der LVR-Klinik Köln.
  - Kategorie Forschung als Lebenswerk:
Reinhard Lindner, in Anerkennung seiner wertvollen wissenschaftlichen und praktischen Arbeit als Leitung des Nationalen Suizidpräventionsprogramms Deutschland und seine Tätigkeit als Facharzt für Psychiatrie, Psychotherapie und Neurologie, u. a. am Therapie-Zentrum für Suizidgefährdete, Universitätsklinikum Hamburg-Eppendorf.
  - Kategorie Praktiker der Suizidprävention:
 Frankfurter Netzwerk für Suizidprävention (Frans), für die hervorragende Präventionsarbeit im Raum Frankfurt.
  - Kategorie Forschung in der Frühkarriere:
 Rebekka Büscher, in Anerkennung an ihrer Arbeit in der Entwicklung und Evaluation digitaler therapeutischer Interventionen zur Behandlung suizidaler Personen.
- 2024
  - Kategorie Praktiker der Suizidprävention:
Projekt „4E“ und deren Online-Programm „8 Leben“, für den bedeutsamen Beitrag zur Aufklärung und Entstigmatisierung von Suizidalität in Deutschland.
  - Kategorie Praktiker der Suizidprävention:
 Bundesarbeitsgruppe „Suizidprävention im Justizvollzug“ (BAG), für die wegweisende Aufklärungsarbeit und Handlungsempfehlungen zum Thema „Suizid im Strafvollzug“.